# Госцислав (Нижньосілезьке воєводство)
Госцислав (пол. Gościsław, нім. Bertholdsdorf) — село в Польщі, у гміні Уданін Сьредського повіту Нижньосілезького воєводства.
Населення — 353 особи (2011).
У 1975-1998 роках село належало до Легницького воєводства.

## Демографія
Демографічна структура станом на 31 березня 2011 року:
|          | Загалом | Допрацездатний вік | Працездатний вік | Постпрацездатний вік |
| -------- | ------- | ------------------ | ---------------- | -------------------- |
| Чоловіки | 191     | 42                 | 132              | 17                   |
| Жінки    | 162     | 35                 | 98               | 29                   |
| Разом    | 353     | 77                 | 230              | 46                   |